# Valle de la Luna (Chile)

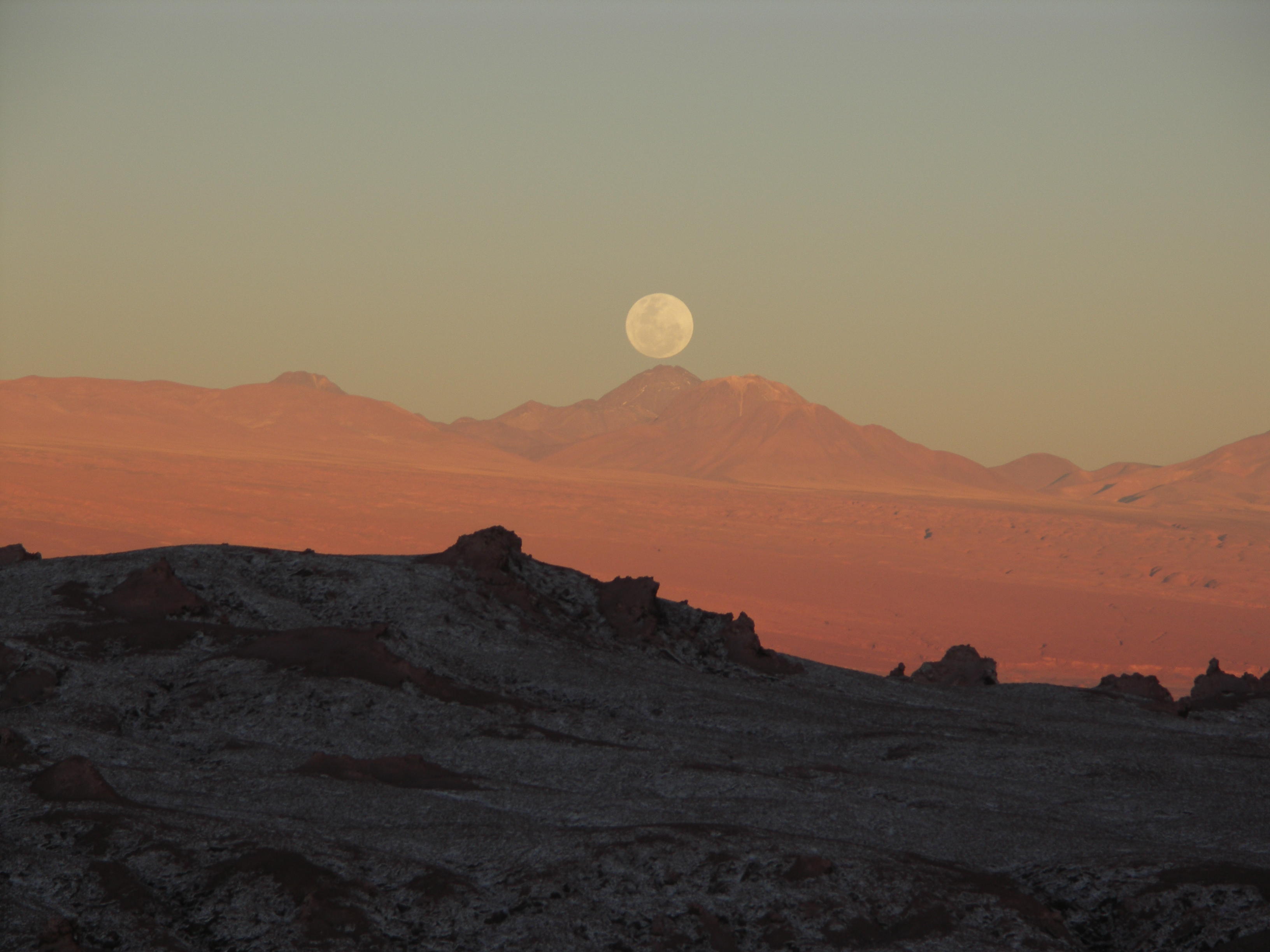
Valle de La Luna

Valle de la Luna (também aceite: Vale da Lua) é um paraíso natural, localizado em pleno Deserto do Atacama.
Possui uma grande quantidade de iguanas de origem africana trazidas pelos escravos na época em que os espanhóis os traziam para o Chile.
Localizado em um vale de origem vulcânico, o local, mais parece um vale lunar com uma rara beleza e um variado número de espécime animal e vegetal, se comparado com o resto do Atacama.
Não se pode deixar de visitar também o caminho do tesouro perdido e a gruta "El Azzi".

## Galeria de imagens

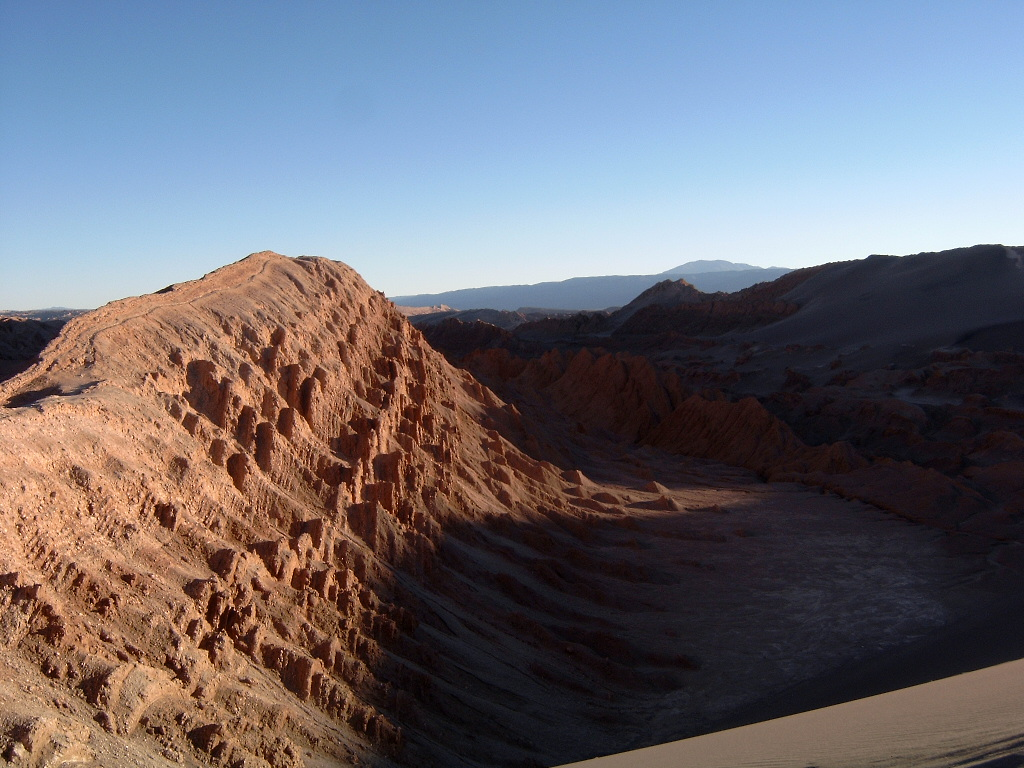
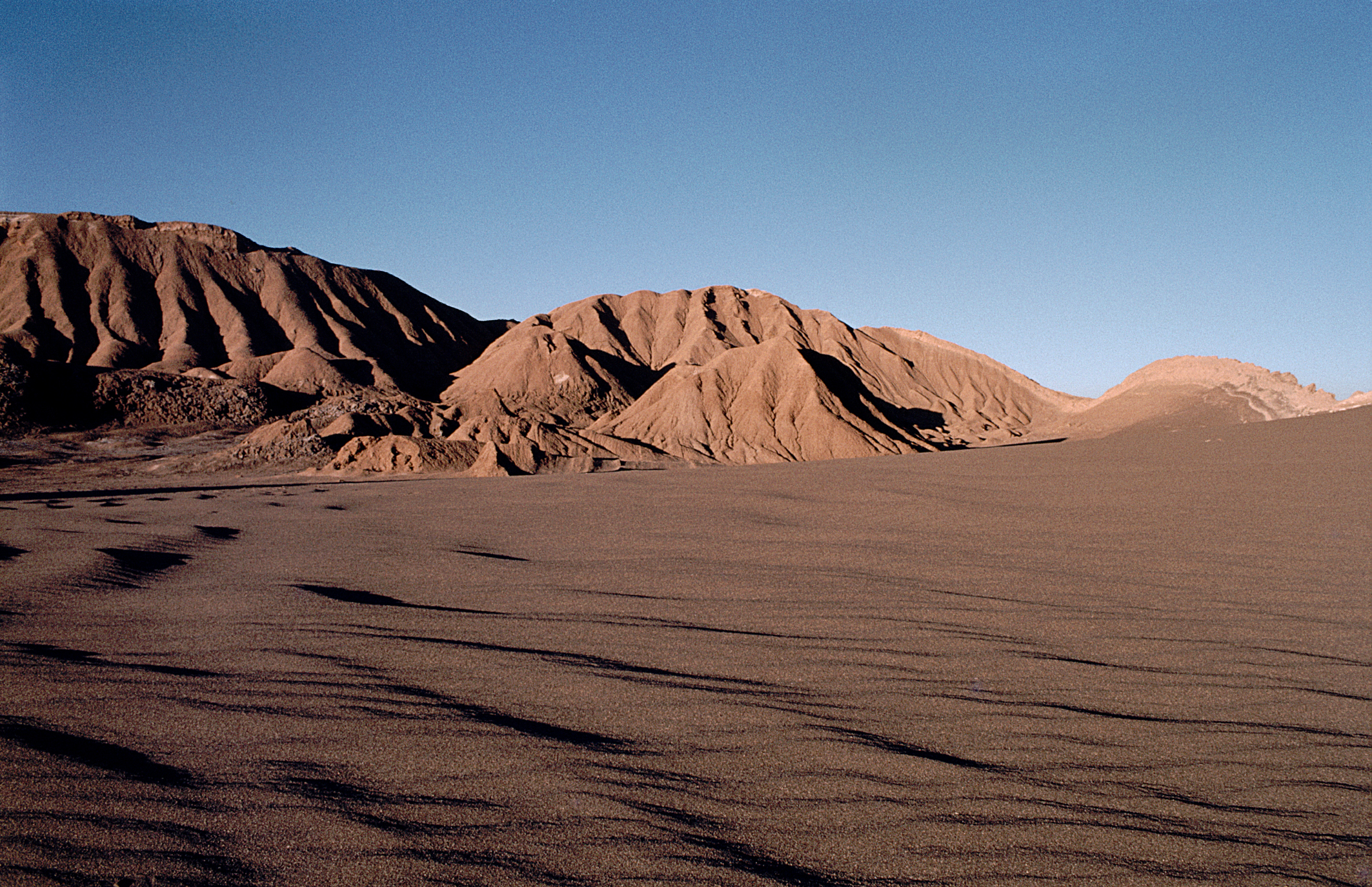
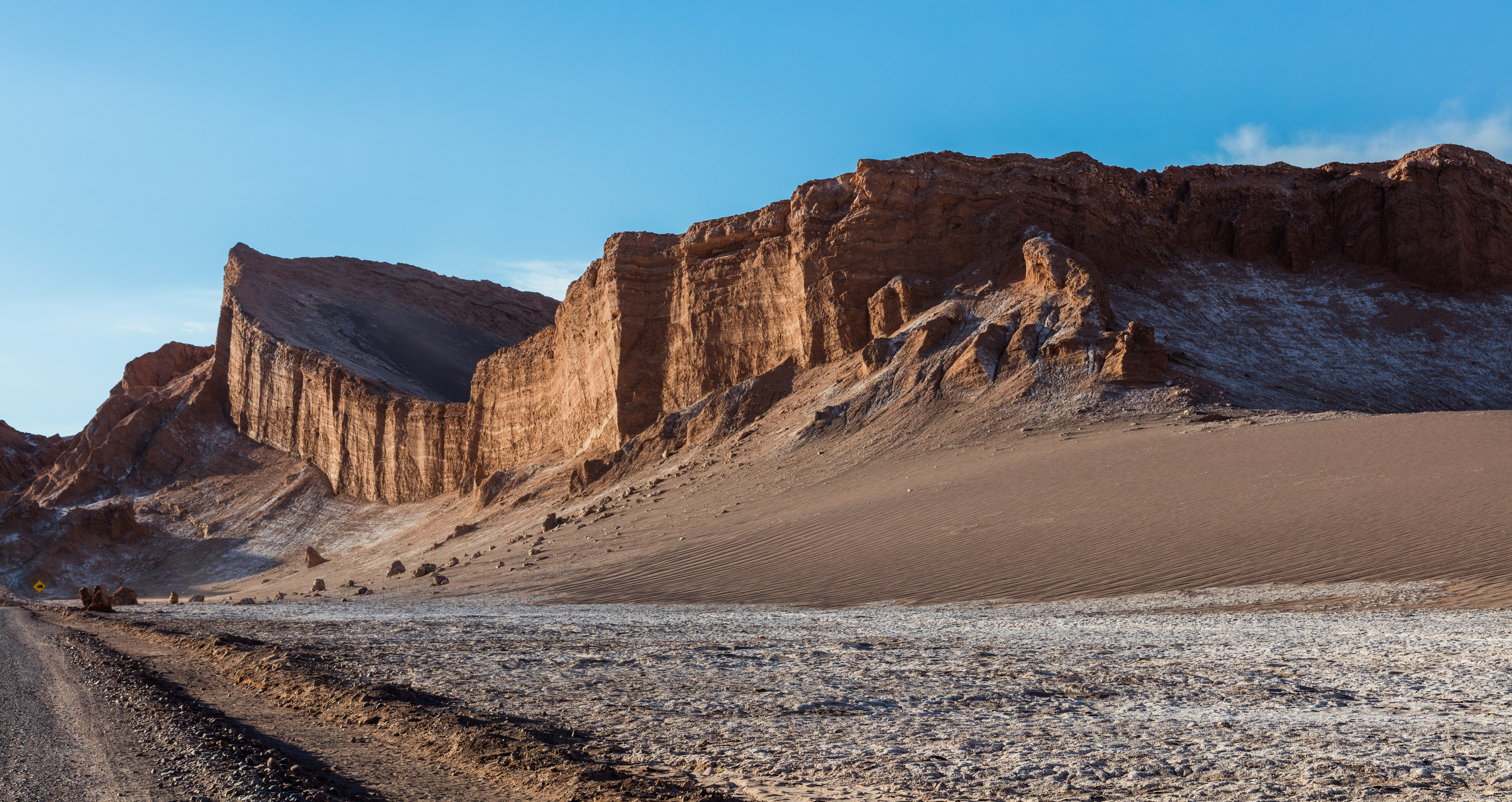
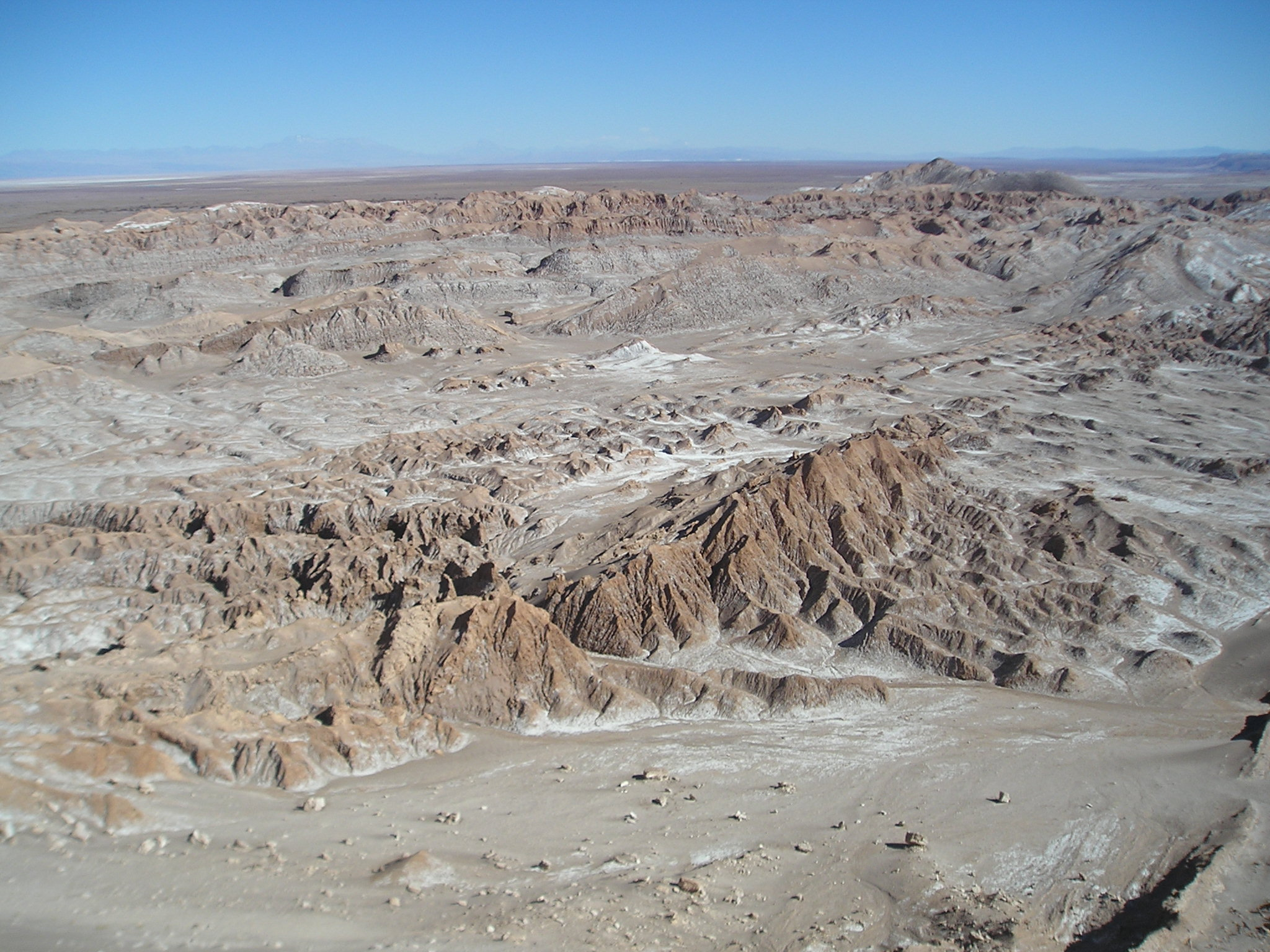
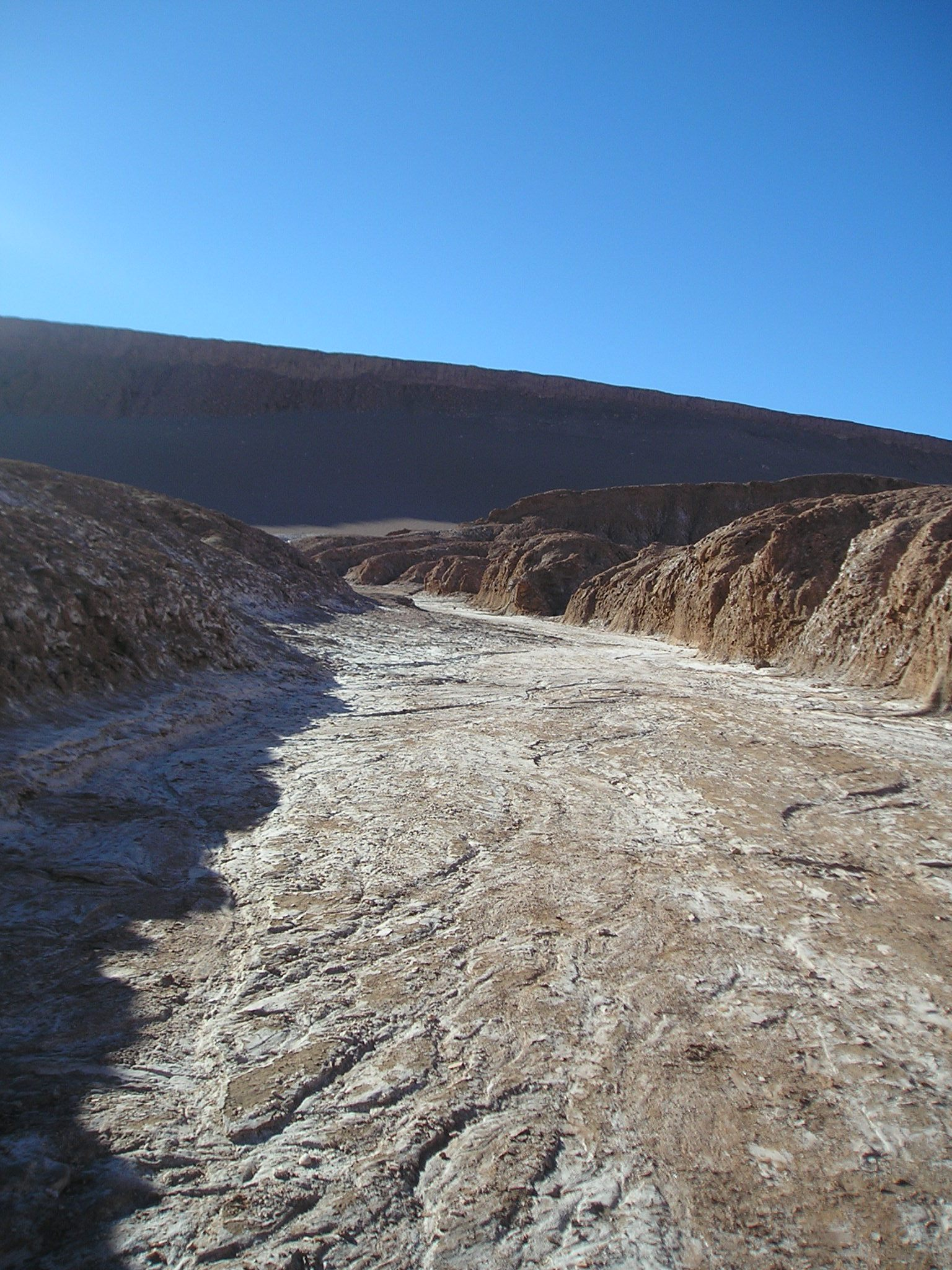
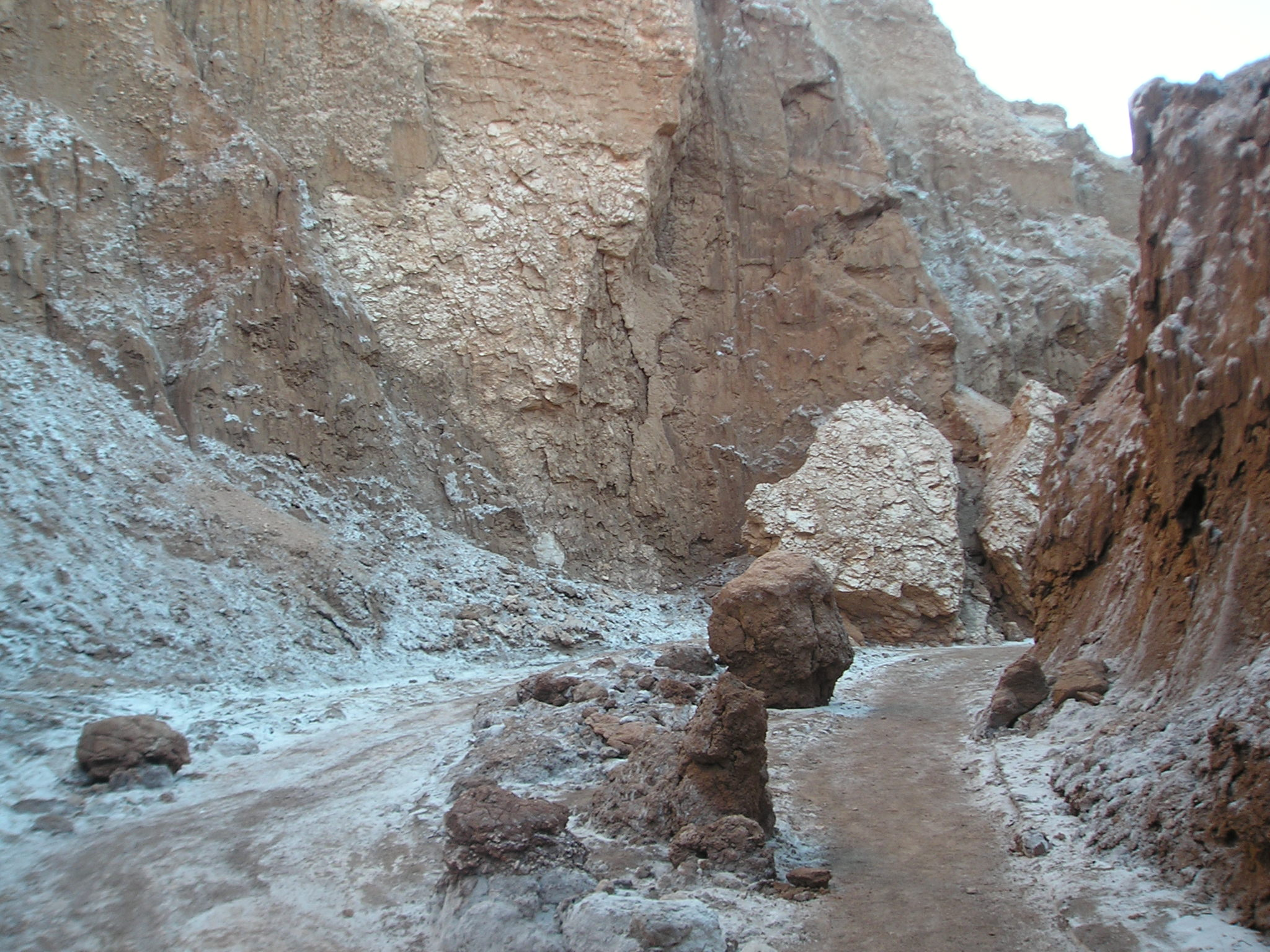
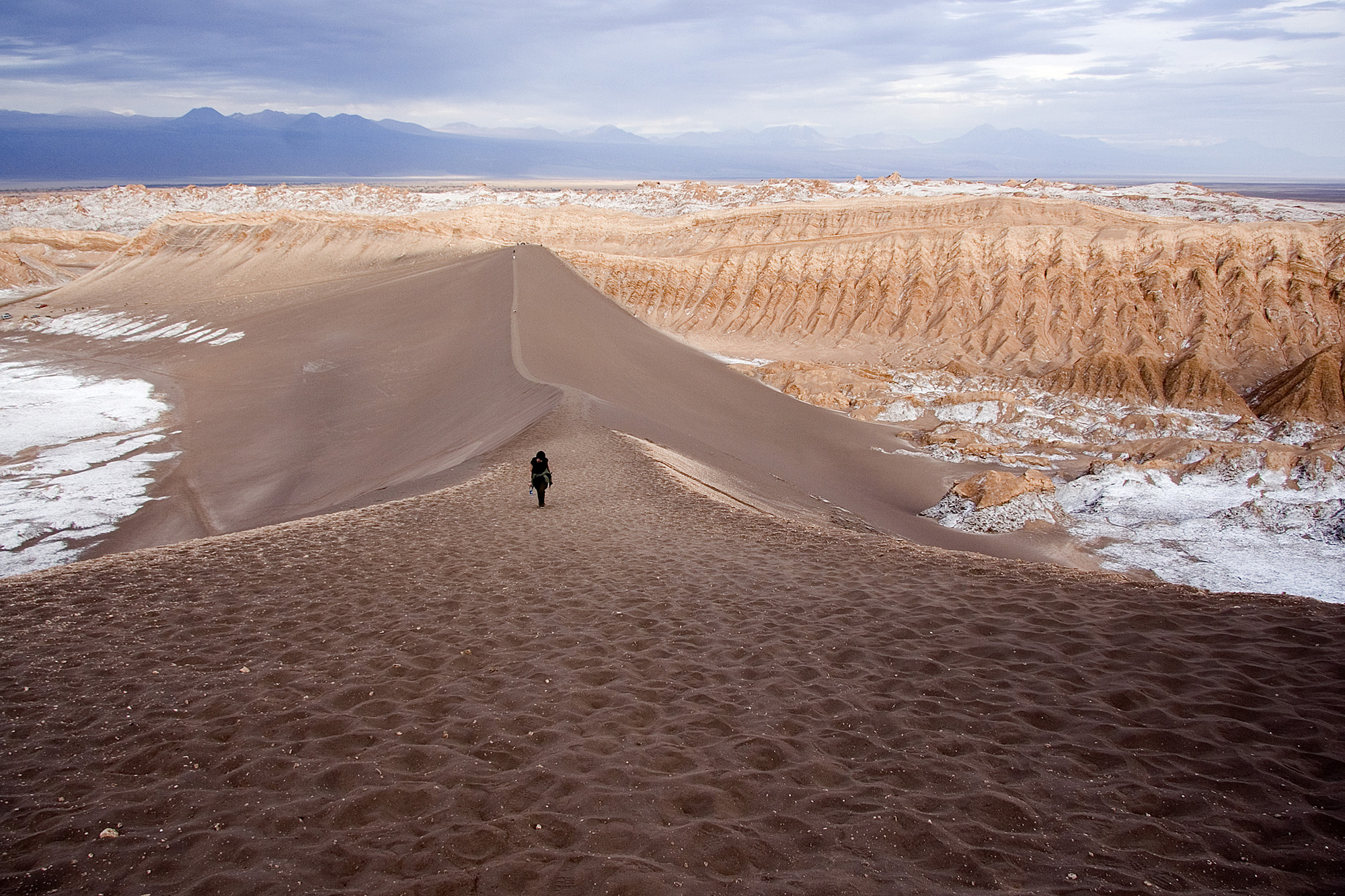
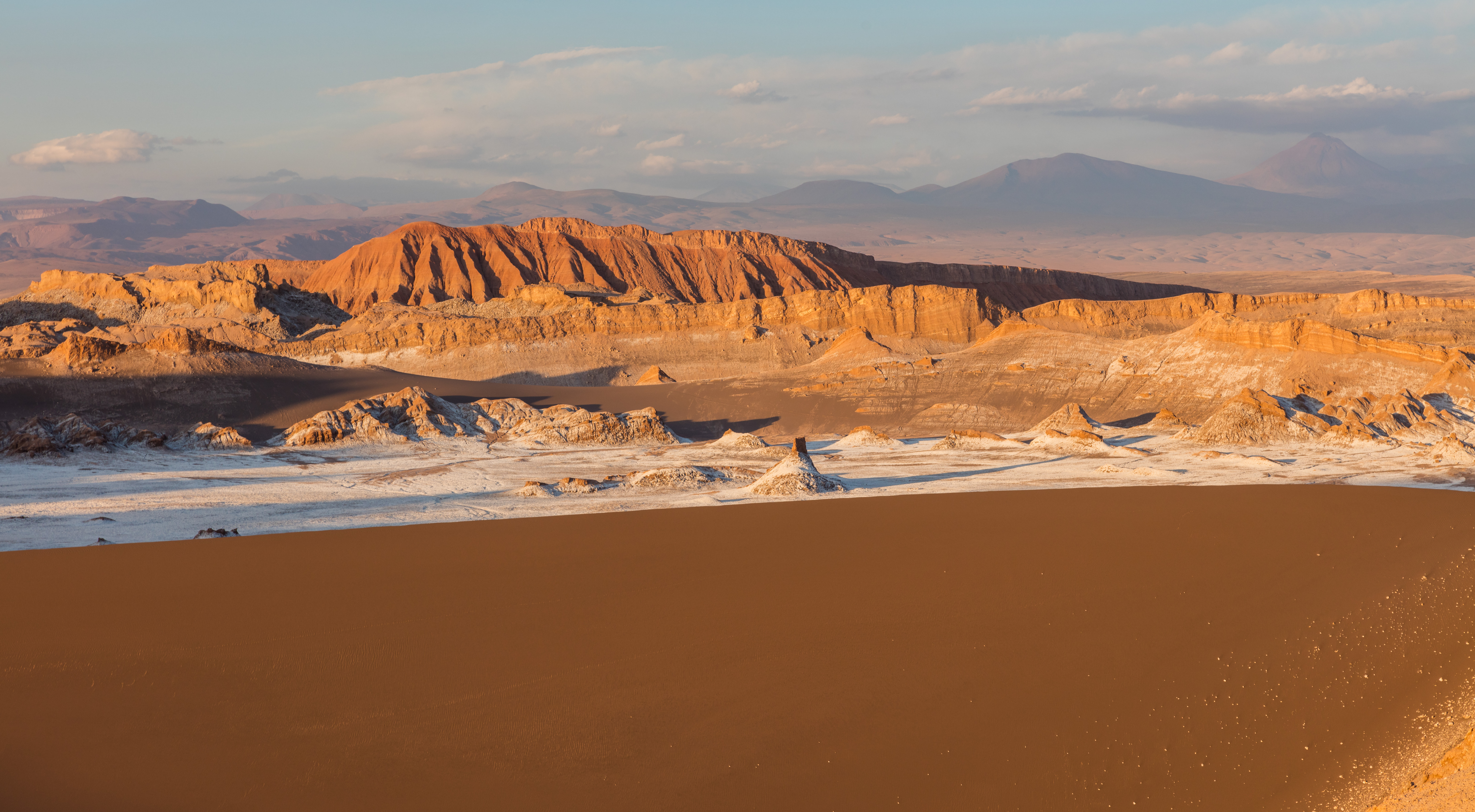
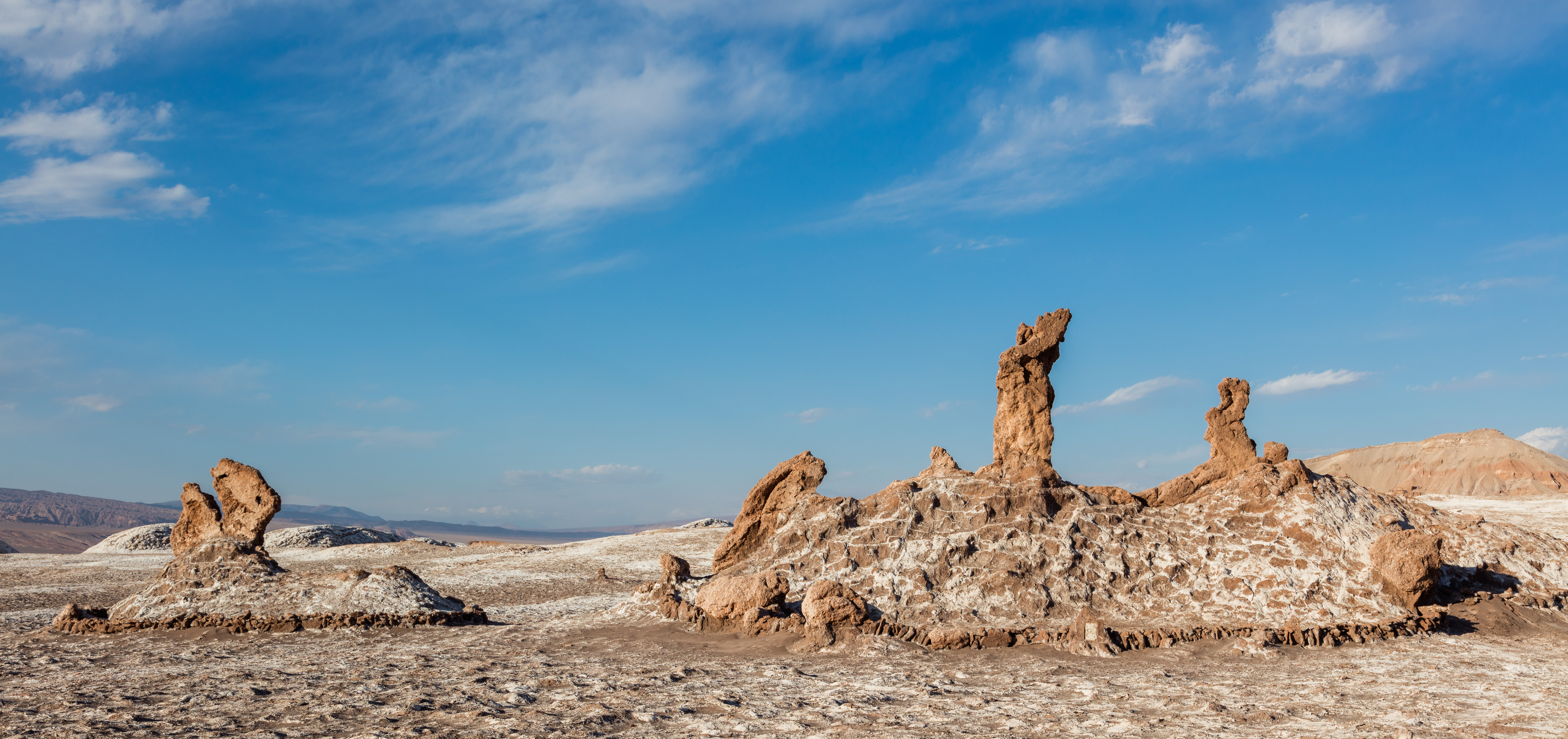
Valley of the moon - Panoramic
Valley of the moon - Panoramic